# カールソン・スクール
カールソン・スクール・オブ・マネジメント (Carlson School of Management、略称：CSOM）は、ミネソタ大学のビジネススクールで、学部及び大学院がある。カールソン・スクールはミネソタ大学ツインシティー校のミネアポリス・キャンパスの西側 (West Bank) に位置している。

## 歴史
CSOM は、ミネソタ大学 School of Management として1919年に設立された。当時は、14名の教授と88名の学生が登録をしていた。1986年に、この大学院は、地元の有力企業カールソン・カンパニーズ創業者およびミネソタ大学に顕著な寄付を行った地元のビジネスマン「カート・カールソン」の名を取って改名された。2005年現在、学生数3,500人以上、12学科及び100名以上の終身的地位に至る教員が登録している。

## 特徴
カールソン・スクールには、フルタイム、パートタイム、及びエクゼクティブMBAプログラムを提供している。フルタイム MBA プログラムは、毎年おおよそ120名ほどが登録している。
USニューズ&ワールド・レポートの2013年版現在、カールソンスクールの順位は以下の通りである：
- フルタイム MBA 30位
- パートタイム MBA 9位
- 合衆国内の学部 17位
- 情報システム管理 3位

ブルームバーグ・ビジネスウィークの2011年版現在、カールソンスクールの順位は以下の通りである：
- フルタイム MBA 28位
- パートタイム MBA 66位
- 合衆国内の学部 41位
- エクゼクティブ MBA 30位
- フルタイム MBA 就職率 1位